# Mackenyu Arata
Mackenyu Arata (新田 真剣佑, Arata Makken'yū , nascido Mackenyu Maeda (前田 真剣佑, Maeda Makken'yū ) em 16 de novembro de 1996)  é um ator japonês nascido em Los Angeles. Ele é filho do ator, produtor, diretor e artista marcial japonês Sonny Chiba. Mackenyu alcançou a fama depois de interpretar Wataya Arata na trilogia live-action Chihayafuru em 2016, que lhe rendeu o 40º Prêmio de Novatos do ano da Academia do Japão em 2017. Ele já atuou em várias adaptações live action de animes e mangás, tendo interpretado Enishi Yukishiro, o vilão final da série live-action baseada no mangá Rurouni Kenshin em Rurouni Kenshin Saishūshō: The Final; Zoro em One Piece; Scar nos filmes de Fullmetal Alchemist; e Seiya em Os Cavaleiros do Zodíaco - Saint Seiya: O Começo.